# تشارلز إي. كولينز
تشارلز إي. كولينز (بالإنجليزية: Charles E. Collins)‏ هو سياسي أمريكي، ولد في 16 يناير 1929، وتوفي في 16 سبتمبر 2012.